# Песчаное (Приморский край)
Песча́ное — село в Михайловском районе Приморского края, входит в состав Михайловского сельского поселения.

## География
Село Песчаное стоит на левом берегу реки Раковка.
Дорога к селу Песчаное отходит на юг от автотрассы «Уссури» между перекрёстком дороги Осиновка — Рудная Пристань и транспортной развязкой у села Михайловка. До трассы «Уссури» около 4 км.
Расстояние до районного центра Михайловка около 12 км.

## Население
| 2002 | 2010 |
| ---- | ---- |
| 357  | ↘280 |

## Улицы
| - ул. Новая, - ул. Советская, | - ул. Флотская, - ул. Шахтёрская. |

## Экономика
Сельскохозяйственные предприятия Михайловского района.